# Макалистър (колеж)
Колежът „Макалистър“ е частен хуманитарен колеж в гр. Сейнт Пол, щата Минесота, САЩ.
Основан е през 1874 г. като религиозен колеж с връзки с презвитерианската църква. Колежът носи името на бизнесмена-филантроп от Филаделфия Чарлс Макалистър, който дарява през 1873 г. хотел на бъдещия колеж. Училището отваря врати за първите випускници на 15 септември 1885 г. Кампусът на колежа заема площ от 214 000 м2.
Възпитаници на колежа са Кофи Анан, Уолтър Мандейл, Деуит Уолъс, Тим О`Брайън, Дуейн Хенсън, Питър Бърг, Гари Хайнс, Боб Молд и Карл Ламбли. Всяка година около 500 нови ученици започват първата си учебна година в „Макалистър“.

## Галерия
- Център „Уолас“
- Параклис „Уиърхаузър“
- Училище по хуманитарни науки
- Старият ректорат
- Център „Леонард“
- „Уиърхаузър хол“ през 2007 г.
- „Уиърхаузър хол“ през зимата
- Общ изглед към колежа, зимата на 1995 г.